# Мамас (князь)
Мамас — князь гунів часів правління короля гунів, ґотів і мідян Аттіли. 

## Життєпис
Мамас був членом гунської королівської родини, одним з полководців армії Аттіли.  
Він був гунським князем. Перейшов на сторону Риму. Можливо, прийняв християнство. Після того, як гуни та римляни уклали мирну угоду, яка передбачала, що всі втікачі до римлян будуть повернуті гунам, він та інший князь гунів Атакам, були передані гунам у місті Карсум, Фракія. 
За наказом Аттіли посаджені на палю.